# Comrat
Comrat (em gagauz: Komrat, em russo e búlgaro: Комрат) é uma cidade da Moldávia e a capital da região autônoma da Gagaúzia. Com 26.300 habitantes (censo de 2017), a maioria da população é composta por gagaúzes.

## População
- 1989: 25,800 (censo oficial)[2]

- 1991: 27,500 (estimado)
- 1996: 27,400 (estimado)
- 2004: 23,429 (censo oficial)
- 2006: 22,369 (estimado)
- 2011: 24,135 (estimado)
- 2014: 20,113 (censo oficial)[3]
- 2017: 26,300